# Косив, Михаил Васильевич
Михаи́л Васи́льевич Ко́сив (укр. Михайло Васильович Косів, род. 28 декабря 1934 года, с. Ольховка, Рожнятовский повет, Станиславовское воеводство, Польша) — украинский политический деятель. Заместитель председателя партии «Реформы и порядок». Заслуженный деятель искусств Украины (1995).

## Образование
С 1955 по 1960 год учился на филологическом факультете Львовском государственном университете имени Ивана Франко по специальности филолог. Аспирантура там же (кафедра истории украинской литературы, 1960—1964).

## Карьера
- С августа 1960 — научный сотрудник Львовского литературно-мемориального музея Ивана Франко.
- С января 1962 — заведующий кабинетом франкознавства Львовского государственного университета имени Ивана Франко. Подготовил к защите кандидатскую диссертацию на тему «Наука, публицистика и беллетристика в творческой традиции Ивана Франко».
- 27 августа 1965 — арестован по статье 62 УК УССР («антисоветская агитация и пропаганда»). Освобождён 6 марта 1966. Долгое время был безработным.
- 1967—1969 — учитель Креховский 8-летней школы Жолковского района.
- 1969—1989 — научный сотрудник, заведующий сектором музея старинного оружия «Арсенал» Львовского исторического музея.
- 1989—1990 — научный сотрудник института общественных наук АНУ.
- Апрель 1990 — июль 1992 — заместитель председателя исполкома по вопросам гуманитарной политики Львовского облисполкома.

## Участие в общественных организациях
Участвовал в нелегальном издании «Украинского вестника» (1970—1972).
Участник движения за возрождение Украинской грекокатолической церкви в западных областях Украины.
Один из организаторов Львовской областной организации Народного Руха Украины.
Член НРУ (май 1989 — май 2001), с марта 1994 — член Центр провода НРУ, член Политсовета НРУ (март 1999 — май 2001), заместитель председателя НРУ (май 1999 — май 2001).
Член Комиссии по государственным наградам Украины при Президенте Украины (февраль 1997 — апрель 2000), член Совета по вопросам языковой политики при Президенте Украины (февраль 1997 — ноябрь 2001).
Член Союза писателей Украины (1987).
Июнь 1988 — 1996 — заместитель председателя Львовской областной организации общества украинского языка и «Просвита».

## Творчество
Автор книг: «О Украина» (1990), «Вернемся к истокам» (1996), «Двоязичие или безьязичие?» (1998), «Пока? Когда?» (1998), около 200 статей по литературоведению, краеведения, искусствоведения, проблем развития театра, изобразительного искусства, функционирования языка, исследований по истории Украины, религиозных отношений, анализа политических проблем.

## Парламентская деятельность
Народный депутат Украины I созыва с 15 мая 1990 до 10 мая 1994 по Пустомитивским избирательный округ № 277 Львовской области. Входил в Народную Раду. Член Комиссии по вопросам государственного суверенитета, межреспубликанских и межнациональных отношений. На время выборов: институт общественных наук АНУ, научный сотрудник 1-й тур: появилось 91,2%, «за» 71,1%. 8 соперников, (основной — Гримак Я. И., р. 1945, член КПСС, директор совхоза, 1-й тур — 3,1%).
Народный депутат Украины II созыва с 10 мая 1994 до 12 мая 1998 по Пустомитивским избирательный округ № 279 Львовской области, выдвинутый НРУ. На время выборов: народный депутат Украины, член Комиссии по вопросам государственного суверенитета, межреспубликанских и межнациональных отношений, член НРУ. 1-й тур: появилось 93,6%, «за» 72,05%. 11 соперников (основной — Домашовец И. М., родился 1950; настоятель Храма Рождества Пресвятой Богородицы села Солонка, 1-й тур — 4,26%). Член фракции НРУ. Председатель Комитета по вопросам культуры и духовности.
Народный депутат Украины III созыва с 12 мая 1998 до 14 мая 2002 по избирательному округу № 116 Львовской области. Появилось 71,9%, «за» 39,2%, 16 соперников. Параллельно баллотировался от НРУ, № 14 в списке. Член фракции НРУ (май 1998 — февраль 1999), член фракции НРУ (первой) (март 1999 — май 2001; с апреля 2000 — фракция НРУ), член фракции ПРП «Реформы-Конгресс» (с мая 2001). Председатель подкомитета по делам религий Комитета по вопросам культуры и духовности (с июля 1998).
Народный депутат Украины IV созыва с 14 мая 2002 до 25 мая 2006 от блока Виктора Ющенко «Наша Украина», № 65 в списке. Член фракции «Наша Украина» (май 2002 — сентябрь 2005), член фракции политической партии «Реформы и порядок» (с сентября 2005). Председатель подкомитета по делам религий Комитета по вопросам культуры и духовности (с июня 2002).
Март 2006 — кандидат в народные депутаты Украины от «Гражданского блока ПОРА-ПРП», № 15 в списке.
Народный депутат Украины 6-го созыва с 23 ноября 2007 до 12 декабря 2012 от «Блока Юлии Тимошенко», № 126 в списке. На время выборов: пенсионер, член ПРП. Член фракции «Блок Юлии Тимошенко» (с ноября 2007). Председатель подкомитета по делам религий Комитета по вопросам культуры и духовности (с декабря 2007).

## Семья
Украинец. Отец Василий Степанович (1908-1967) и мать Юлия Николаевна (1913) — крестьяне. Жена Мария Антоновна (1949) — журналист. Сын Василий (1973), дочь Анна (1976).

## Награды
- Заслуженный деятель искусств Украины (1995)[1].
- Орден «За заслуги» III степени (2005)[2].
- Юбилейная медаль «25 лет независимости Украины» (2016)[3].